# Winkler County
Winkler County är ett administrativt område i delstaten Texas, USA, med 7 110 invånare (2010). Den administrativa huvudorten (county seat) är Kermit. 

## Geografi
Enligt United States Census Bureau så har countyt en total area på 2 178 km². 2 178 av den arean är land och 0 km² är vatten.  

### Angränsande countyn
- Andrews County - nordost
- Ector County - öster
- Ward County - söder
- Loving County - väster
- Lea County, New Mexico - nordväst